# Lječilišni grad
Lječilišni grad je svaki grad sa značajnim termomineralnim izvorima ljekovite vode, toplicama ili liječilištem. Najpoznatiji liječilišni gradovi su Spa u Belgiji i Bath u Engleskoj.

## Poznati lječilišni gradovi
- Baden-Baden, Njemačka
- Čatež ob Savi, Slovenija
- Karlovy Vary, Češka
- Palm Springs, SAD
- Piešťany, Slovačka
- Vichy, Francuska

## Vanjske poveznice
- Indenpendent (engl.) The Complete Guide To: Spa towns  (Cjeloviti vodič lječilišnim gradovima), www.indenpendent.co.uk, 17. kolovoza 2007.